# Vīts Rimkus
Vīts Rimkus, född 21 juni 1973 i Riga i dåvarande Sovjetunionen, är en lettisk före detta fotbollsspelare.
Han spelade 73 landskamper för Lettland och medverkade i EM i Portugal 2004. På klubblagssidan representerade han bland annat 1. FC Nürnberg och FC Rostov.

## Spelarkarriär
Rimkus inledde sin seniorkarriär med FK Pārdaugava 1993 och spelade fram till 1995 för olika rigabaserade klubbar. Han tillbringade därefter några år i Schweiz och Tyskland med FC Winterthur, 1. FC Nürnberg och Erzgebirge Aue.
Under 1995 debuterade Rimkus för det lettiska landslaget, i Baltiska cupen mot Estland. Sammanlagt kom Rimkus att spela 73 landskamper på tretton år med landslaget. Han hoppade in i den första gruppspelsmatchen mot Tjeckien då Lettland mästerskapsdebuterade i fotbolls-EM 2004.